# The Rain (Supa Dupa Fly)
The Rain (Supa Dupa Fly) è il singolo di debutto della rapper statunitense Missy "Misdemeanor" Elliott, pubblicato il 3 luglio 1997 dalla The Goldmind Inc. e dalla Elektra Records ed estratto dall'album Supa Dupa Fly, pubblicato successivamente. Il singolo non ebbe successo quando uscì, pur essendo entrato in diverse classifiche internazionali, ma venne accolto molto positivamente dalla critica grazie alle innovazioni presenti nel sound creato da Timbaland e al modo di rappare inusuale di Elliott. La canzone fu nominata ai Grammy Awards nella categoria Best Rap Solo Performance e agli MTV Video Music Awards in tre categorie, tra cui "Miglior video rap". Il brano è stato inserito in molte classifiche stilate da riviste o canali musicali che contengono i migliori brani degli anni 1990 o i migliori brani hip-hop.

## Composizione e testo
La canzone è stata scritta da Missy Elliott e prodotta da Timbaland utilizzando il campionamento di I Can't Stand the Rain, canzone del 1974 di Ann Peebles scritta dall'interprete con Don Bryant e Bernard "Bernie" Miller. Questo campionamento serve da ritornello per il brano, che si apre con il rumore di un temporale in arrivo e pioggia che cade, in riferimento al testo originale. Timbaland ha utilizzato anche il campionamento del canto di grilli per tutta la durata della canzone, come aveva già fatto in One in a Million di Aaliyah. La base si compone di un basso che si ripete per tutto il brano accompagnando il campionamento di I Can't Stand the Rain.
Nel testo, privo di un significato vero e proprio, Elliott fa riferimento ad alcune canzoni come Can We delle SWV, altra canzone scritta da lei stessa e prodotta da Timbaland, e You don't wanna play with my Yo-Yo della rapper Yo-Yo. Il testo cita anche Lauryn Hill. Inoltre cita i termini "Indo" e "Hydro", che sono due varietà di marijuana, e dichiara di essere "supa dupa fly", ovvero ancora più "cool" di "super fly", termine reso popolare da Curtis Mayfield nel 1972 con l'omonimo album.

## Video musicale
Il videoclip del brano è stato diretto da Hype Williams e si distacca dai video hip-hop usciti in quel periodo grazie al suo stile futuristico e all'uso di costumi bizzarri e inusuali. La rapper indossa molti costumi e accessori nel video, tra cui un enorme sacco nero e lucido molto simile a una busta dell'immondizia e occhiali da sole sportivi ad elmetto. Nelle sequenze iniziali l'artista si esibisce su un palco illuminato e bagnato dalla pioggia con dei ballerini vestiti in salopette. La seconda strofa del brano si apre con Elliott e Timbaland che salgono su un Hummer per raggiungere una spiaggia dove la rapper si esibirà con dei ballerini vestiti di bianco. Nella terza strofa della canzone la rapper siede su una collina gigantesca in un panorama da cartone animato con una tuta verde chiaro e una parrucca nera e liscia con frangetta. Questo look è stato descritto da Elliott come una sorta di "Linda Blair nera". Le coreografie eseguite dall'artista e dai danzatori seguono il ritmo sincopato del brano, perciò si distaccano dallo stile consueto delle coreografie degli altri video hip-hop del periodo. Vi sono cameo delle 702, di Da Brat, di Lil' Kim, Sean "Diddy" Combs, delle Total, di Yo-Yo e Tamara delle SWV.

## Riconoscimenti
Il brano fu nominato ai Grammy Awards del 1998 nella categoria "miglior interpretazione rap solista", dando a Missy Elliott la sua prima nomination ai Grammy con il singolo di debutto. Il video della canzone ricevette tre nomination agli MTV Video Music Awards del 1997: "Miglior video rap", "Miglior video rivoluzionario", "Miglior regia in un video".
La canzone è stata inserita in molte classifiche di settore riguardo ai migliori brani degli anni novanta o del genere hip-hop. La webzine Pitchfork ha posizionato il brano al numero 33 nella lista delle 200 migliori tracce degli anni novanta, definendolo "un momento di sollievo dagli stereotipi, più sexy di molte conversazioni sul sesso".
La webzine Slant ha inserito la canzone all'interno della sua classifica dei Migliori singoli degli anni novanta alla posizione numero 24 affermando che "The Rain (Supa Dupa Fly) è a malapena una canzone, con poco più dell'irreale base del basso che fa da sfondo al campionamento di I Can't Stand the Rain e alle rime immature e semplici di Missy". Inoltre, secondo la rivista, il "minimalismo spettacolare" del brano si rivelò un ottimo antidoto agli eccessi tipici dell'Hip-Hop degli anni novanta.
NME ha piazzato la canzone al 64º posto tra le 100 migliori canzoni degli anni novanta, definendola "uno stupefacente singolo di debutto".
Il canale musicale VH1 ha inserito il brano alla 99ª posizione nella lista delle 100 Migliori canzoni degli anni novanta, mentre MTV alla 15ª posizione nella lista dei 100 Migliori video mai girati.
Il brano è stata la prima canzone hip-hop a essere trasmessa verso lo spazio profondo dalla NASA, nonché seconda canzone in assoluto, in particolare verso Venere, perché la sua musica rappresenta «il superamento dei confini» come l'esplorazione spaziale, «per la sua narrazione incentrata sullo spazio e le immagini futuristiche dei suoi video».

## Classifiche
| Classifica (1997)                     | Posizione massima |
| ------------------------------------- | ----------------- |
| Nuova Zelanda                         | 10                |
| Paesi Bassi                           | 44                |
| Regno Unito                           | 16                |
| Stati Uniti Billboard Rhythmic Top 40 | 18                |

## Formati
Sono state pubblicate differenti versioni del disco a seconda della nazione e del formato.

### CD Maxi-Single
versione per il Regno Unito e per gli Stati Uniti
1. The Rain (Supa Dupa Fly) (Radio edit) - 4:05
2. The Rain (Supa Dupa Fly) (Desert Eagles Discs Remix - Radio Edit Master) - 3:57
3. The Rain (Supa Dupa Fly) (versione strumentale) - 4:09

versione per la Germania
1. The Rain (Supa Dupa Fly) (Radio edit) - 3:59
2. The Rain (Supa Dupa Fly) (Desert Eagle Discs Remix - Radio Edit Master) - 3:53
3. The Rain (Supa Dupa Fly) (Desert Eagle Discs Remix - Master) - 4:32
4. The Rain (Supa Dupa Fly) (Desert Eagle Discs Remix - Beat & All Vocals) - 4:20
5. The Rain (Supa Dupa Fly) (Desert Eagle Discs Remix - a cappella) - 4:04
6. The Rain (Supa Dupa Fly) (versione strumentale) - 4:11
7. The Rain (Supa Dupa Fly) (versione a cappella) - 4:08

### 12"
Remixes per la Germania
lato A
1. The Rain (Supa Dupa Fly) (versione Club 100) - 5:10
2. The Rain (Supa Dupa Fly) (Radio edit) - 3:46

lato B
1. The Rain (Supa Dupa Fly) (versione House) - 7:25

Promo per gli Stati Uniti
lato A
1. The Rain (Supa Dupa Fly) (versione dell'album) - 4:11
2. The Rain (Supa Dupa Fly) (versione strumentale) - 4:11

lato B
1. The Rain (Supa Dupa Fly) (Radio edit) - 3:59
2. The Rain (Supa Dupa Fly) (versione a cappella) - 4:11

Singolo per gli Stati Uniti
lato A
1. The Rain (Supa Dupa Fly) (Radio edit) - 3:59
2. The Rain (Supa Dupa Fly) (versione strumentale) - 4:11
3. The Rain (Supa Dupa Fly) (versione a cappella) - 4:08

lato B
1. The Rain (Supa Dupa Fly) (Desert Eagles Discs Remix - Master) - 4:32
2. The Rain (Supa Dupa Fly) (Desert Eagles Discs Remix - a cappella) - 4:04
3. The Rain (Supa Dupa Fly) (Desert Eagles Discs Remix - Beat & All Vocals) - 4:20